# Bangka-Belitung
Bangka-Belitung är en provins i Indonesien. Den består av de två öarna Bangka och Belitung samt några mindre öar och ligger strax öster om Sumatra. Folkmängden uppgår till cirka 1,2 miljoner invånare.

## Administrativ indelning
Provinsen är indelad i sex distrikt och en stad.
Distrikt (Kabupaten):
- Bangka, Bangka Barat, Bangka Selatan, Bangka Tengah, Belitung, Belitung Timur

Stad (Kota):
- Pangkal Pinang